# Aoba Yukihiro
Yukihiro Aoba (sinh ngày 26 tháng 7 năm 1979) là một cầu thủ bóng đá người Nhật Bản.

## Sự nghiệp câu lạc bộ
Yukihiro Aoba đã từng chơi cho Ventforet Kofu, Tokyo Verdy và Tokushima Vortis.